# Distretto di Bach Thong
Il distretto di Bach Thong (vietnamita: Bạch Thông) è un distretto (huyện) del Vietnam che nel 2019 contava 31.061 abitanti.
Occupa una superficie di 546 km² nella provincia di Bac Kan. Ha come capitale Phu Thong.